# Андреа Анели
Андреа Анели (на италиански: Andrea Agnelli) е италиански предприемач и спортен мениджър. От 2010 г. до 2023 г. е президент на ФК „Ювентус“, а от 2017 г. до 2021 г. –  председател на Европейската клубна асоциация.

## Биография
Син е на Умберто Анели (1934 – 2004), италиански предприемач, спортен мениджър и политик (сенатор на Италианската република), и на втората му съпруга Алегра Карачоло. Има една сестра – Анна. Има и трима природени братя, сред които Джовани Алберто, наречен Джованино (1964 – 1997), предприемач и мениджър.
Получава образованието си в международния колеж „Сейнт Клеър“ в Оксфорд и в Университет „Бокони“ в Милано. По време на кариерата си придобива трудов опит както в Италия, така и в чужбина в сферата на продажбите и маркетинга в компании като Пиаджо, Ошан и Ферари. От 2001 г. до 2004 г. работи във Филип Морис Интернешънъл с отговорности в сферата на маркетинга, спонсорството и корпоративните комуникации. През 2007 г. създава свой собствен финансов холдинг Lamse.
Култивира страст към голфа, ставайки главен изпълнителен директор на Royal Park Golf & Country Club "I Roveri" през 2008 г. На 29 септември същата година е назначен за федерален съветник на Италианската голф федерация.
Заедно с Микеле Далаи и Давиде Дилео основава издателство ADD Editore през 2010 г.
Анели също поддържа връзки със света на Фиат. От 2005 г. до 2006 г. заема стратегически роли в развитието на IFIL. Преди това през 2004 г. става член на борда на директорите на Фиат Груп, запазвайки позицията и в последвалите Fiat SpA и Фиат Крайслер Отомобайлс (FCA); от 2021 г., със сливането между FCA и Груп ПСА, той е назначен за неизпълнителен директор на новосформираната Стелантис. От 2006 г. той също е член на борда на директорите на Иституто Финанциарио Индустриале, който по-късно става Exor –  компанията, контролираща интересите на сем. Анели. През януари 2023 г. е оповестено публично решението му да се оттегли от позицията в Стелантис, влизащо в сила в края на годишното общо събрание на акционерите през 2023 г. и да не се кандидатира отново за ролята в Exor.
Той наследява от семейството си страстта към ФК „Ювентус“, където започва да си сътрудничи през сезон 1998-1999 като асистент в търговския сектор. На 19 май 2010 г. е избран за президент на компанията: след 48 години отсъствие той е четвъртият член на семейство Анели след дядо си Едоардо, чичо си Джани и баща си Умберто, който заема тази позиция. Под неговия мандат Ювентус започва победен цикъл през 2010-те г., по време на който печели италианското първенство за девет последователни сезона, побеждавайки след 82 години победните пет години на отбора при дядо му Едоард, и установява нов национален рекорд, в който изпъква скудето 2011/12, спечелено без загуба, и от скудето 2013/14, завършило с рекорден сбор от 102 точки; през същия период Ювентус поставя нов рекорд от четири последователни национални дубъла.
На спортния фронт президентството на Анели включва разширяване и модернизиране на портфолиото от недвижими имоти на клуба (от стадиона с приложения Музей на Ювентус до комплекса J-Village), както и създаването на втория мъжки отбор и първия женски отбор, последният от които веднага става победител в много титли; както и навлизането на клуба в света на електронните спортове.
От страна на ръководството, след като насърчава процес на обновяване, насочен към преодоляване на финансовата криза, в която Ювентус е в застой от няколко години, той довежда клуба до постигане на резултати, непостигани до момента в икономическата сфера от италиански футболен клуб; по отношение на спортната политика Анели заема по-твърда позиция от тази на предишното ръководство на Ювентус, водено от Джовани Коболи Джили и впоследствие от Жан-Клод Блан, по отношение на последиците от скандала след Калчополи. 
Все още като мениджър, през 2012 г. той става италиански член на Асоциацията на европейските клубове (ECA) – позиция, след това подновена през 2015 г., когато той също влиза, представлявайки същото, в Изпълнителния комитет на Съюза на европейските футболни асоциации (УЕФА). През 2017 г. е избран за президент на ЕСА, наследявайки Карл-Хайнц Румениге, и е препотвърден на позицията през 2019 г. Той напуска поста си в УЕФА и ECA през 2021 г. с оглед на създаването на Суперлигата – независима европейска футболна лига: този проект, на който силно се противопоставя УЕФА, поставя Анели с Хоан Лапорта от ФК „Барселона“ и Флорентино Перес от Реал Мадрид КФ – тримата основни поддръжници на Суперлигата, в противоречие с континенталната футболна конфедерация.
Той официално е начело на клуба до 28 ноември 2022 г., когато заедно с всички членове на борда на директорите подава оставка, като се има предвид, че междувременно ФК „Ювентус“ е въвлечен в спортен процес. След като остава на поста с отсрочка през следващите седмици, той официално напуска клуба на 18 януари 2023 г., след като за тринадесет сезона събира списък от 19 трофея с първия мъжки отбор, 10 с първия женски отбор и един с втория мъжки отбор, което го прави най-успешното управление в историята на Ювентус.

## Личен живот
През 2005 г. се жени за англичанката Ема Уинтър (1977). По време на връзката си двойката има една дъщеря и един син – Бая (2005) и Джакомо Дай (2011). След края на този брак, от 2015 г. той е свързван с туркинята Дениз Акалин (1983), за която се жени през 2023 г. Преди сватбата двойката вече има две дъщери – Ливия Селин (2017) и Вера Нил (2018).

## Противоречия
През 2014 г. някои членове на ръководството на ФК „Ювентус“, включително Андреа Анели, са обект на разследване, проведено от прокуратурата в Торино относно управлението на билети на Ювентус Стейдиъм по отношение на хипотезата за предполагаемо проникване на Ндрангета в търговското управление на билетите на клуба; разследването е част от по-широко разследване на предполагаемото проникване на калабрийската мафия в Горен Пиемонт. Прокурорите от Торино не формализират наказателни обвинения срещу ФК „Ювентус“ или неговите членове, затваряйки разследването три години по-късно с искане за архивиране, тъй като не са открити връзки между ръководството на Ювентус и групи и/или лица, свързани с организираната престъпност.
На 18 март 2017 г., след откриването на разследване от системата на спортното правосъдие, произтичащо от това на прокуратурата в Торино, Анели е докладван от прокуратурата на Италианската футболна федерация заедно с трима други клубни директори. На 15 септември гореспоменатият федерален орган преформулира обвиненията, като изключва всяка предполагаема мафиотска асоциация от страна на обвинените членове на клуба, след намесата на федералния прокурор Джузепе Пекораро в Парламентарната комисия за борба с мафията през април миналата година;  вместо това прокуратурата поисква санкции за срещите на Анели с ултрасите и продажбата на билети от останалите обвиняеми над лимита, разрешен на човек. На 25 септември 2017 г. Националният федерален съд приема частично първоначалните искания на Пекораро срещу Анели (2 години и 6 месеца дисквалификация и глоба от 50 000 евро) и при частично преразглеждане го осъжда на първа инстанция на 1 година дисквалификация и глоба от 20 000 евро; И двете страни обжалват пред Федералния апелативен съд, който на 18 декември частично отменя предишната присъда в полза на Анели, който по този начин вижда, че срокът на отстраняването му изтича, въпреки че трябва да плати глоба от 100 000 евро.
На 20 януари 2023 г., в контекста на спортния процес за капиталови печалби, Федералният апелативен съд на FIGC му забранява за 24 месеца да извършва дейности във федералната сфера, с искане за удължаване в рамките на УЕФА и ФИФА; дисквалификацията е потвърдена на 23 април, като жалбата на Анели е отхвърлена от Гаранционния съвет на Италианския национален олимпийски комитет.
На 10 юли 2023 г., като част от процеса за манипулиране на заплати, връзки с агенти и партньорства с други клубове, Националният федерален трибунал на FIGC го забранява за 16 месеца и му налага глоба от 60 000 евро; на 28 август те са намалени съответно на 10 месеца и 40 000 евро след обжалването, представено от Анели и частично прието от Федералния апелативен съд.